# مخلفات الزوابع الأخيرة
مخلفات الزوابع الأخيرة، هي رواية للاديب جمال ناجي نشرت في العام 1988 من قبل المؤسسة العربية للدراسات والنشر - بيروت.
اعتبر عدد من النقاد أن هذه الرواية هي أفضل ما كتبه جمال ناجي حتى العام 1988، ورؤوا انها رواية المكان بامتياز، حيث أقام الروائي معماره الفني بعد تصفير المكان والزمان، والابتداء بتشييد مدينة جديدة ببيوتها وشوارعها ومحالها التجارية وسكانها وعلاقاتهم الاجتماعية والاقتصادية والسياسية والعاطفية، ومما يميز هذه الرواية أنها تتناول جوهر حياة الغجر، بعيدا عن الصورة النمطية التي درجت العادة على التعامل من خلالها مع الغجر، وهي صورة الغجريات الراقصات اللواتي يرفهن عن الآخرين. جمال ناجي في روايته هذه يهمش هذه الصورة النمطية المسطحة ليغوص في ميثولوجيا الغجر ونشأتهم وعاداتهم وتقاليدهم وأسباب تشتتهم منذ ولادة جدهم الأول، مرورا بما يتهمون به من أنهم رفضوا إيواء مريم العذراء في خيمتهم أثناء هربها، وانتهاء بتفرقهم في أنحاء الأرض، يأتي هذا في سياق انثيال الذاكرة الغجرية في الرواية، وهو ما يتم استحضاره خلال فترة انضمامهم إلى مدينة الوادي التي شيدها الروائي، واختلط فيها الغجر والفلاحون والبدو ليشكلوا بمرور الزمن مجتمعا مدينيا قادرا على التعايش رغم اختلاف الثقافات والمرجعيات خصوصا بين الغجر والآخرين.

## ملخص الرواية
تبدأ أحداث الرواية مع غجري اسمه (سبلو) وزوجته (بهاج) وابنته (هجير)، حيث يقرر سبلو الانفصال عن الغجر والعيش في الوادي الذي يسمى فيما بعد (وادي الغجر)، وحيث ان الوادي يكون مقفرا وخاليا من البيوت باستثناء بيت عثمان أبو بركه، فان سبلو وزوجته يجدان صعوبة في العيش فيه، خصوصا بعد أن يتنبها إلى وجود مجموعة من المجرمين يعيشون في كهوف في أعالي الجبال المحيطة بالوادي، وهنا تبدأ هواجس سبلو وتخوفاته من حدوث مكروه له أو لزوجته أو ابنته، وفي إحدى الليالي يعود إلى بيته فيجد زوجته التي أحبها(بهاج) مقتولة بفظاعة، ويصير همه بعدها العثور على قاتلها بعد أن تداهم الشرطة كهوف المجرمين وتشتبك معهم ويفرون من منطقة الوادي.
يأتي إلى الوادي سكان جدد يقيمون فيه ويدفعون أثمان الأراضي إلى (عثمان أبو بركه) الذي يدعي ملكيته لكل الوادي، وتأتي جموع الغجر إلى الوادي أيضا بعد أن يشاهدوا بيت سبلو ويتلمسون إمكانية الاستقرار وفضائله، وتتوارد أسر كثيرة إلى المكان وتنشأ علاقات اجتماعية واقتصادية بين السكان بحكم نمو الحياة في الوادي وتطورها الذي يتزامن مع بحث سبلو عن قاتل زوجته وآلامه المقيمة التي لا يستطيع الخلاص منها، وتلعب ابنته (هجير) دورا رئيسيا في استرجاع معنى الحياة في بيته، وتزداد نضارة وتعيش قصة حب مع (جبر) ابن عثمان أبو بركة الأمر الذي يستفز أهله (الفلاحين) الذين يرفضون ارتباط جبر بفتاة غجرية (هجير) لكن جبر يصر على هذه العلاقة مما يثير حفيظة شقيقه (سلمان أبو بركة) الذي يخوض معه صراعا مكشوفا، إلى حد أنه يتحالف مع (نزار أبو خنجر) وهو واحد من المجرمين الذين نجوا من مداهمة الشرطة واختفوا دون أن يعرفهم أحد.
لكن يفاجأ سكان الوادي بأن الأرض التي اقاموا بيوتهم ومصالحهم عليها منذ عشرين عاما ليست ملكا لعثمان أبو بركه الذي تسلم منهم المال وسلمهم مقابلها(حجج بيع)، انما هي لشخص آخر (معروف المعروف) الذي يصر على استرداد ارضه أو تقاضي ثمنها من السكان بالأسعار السائدة عند ظهوره، وهنا تنشأ الاصطفافات والانتفاضات في الوادي ضد معروف وما يمثله، ويتماسك السكان في البداية، لكن هذا التماسك يبدأ بالتفتت تحت ضغط الحكم القضائي وتدخل سلمان أبو بركه ونزار أبو خنجر اللذان يعقدان صفقة مع صاحب الأرض مقابل الدور المتخاذل الذي يقومان به لصالحه.
في النهاية ورغم شراسة الصراعات في الوادي حول ملكية الأرض، فإن سبلو يشعر بأن لا مكان له في هذا المجتمع الذي أودى بحياة زوجته منذ أعوام طويلة، لكن ابنته هجير تختلف معه بسبب تعايشها منذ طفولتها مع هذا المجتمع وتحولها إلى جزء منه، الأمر الذي يضيف إلى آلام سبلو آلاما وعذابات جديدة.

## المسلسل التلفزيوني
تم تحويل هذه الرواية إلى مسلسل تلفزيوني من إنتاج المركز العربي للإنتاج الفني.